# یانا بیرده
یانا بیرده (انگلیسی: Yana Birde) یک شهرک در شهرستان چکماگوشفسکی باشقیرستان کشور روسیه است.